# Steubenville
Steubenville é uma cidade localizada no estado norte-americano de Ohio, no Condado de Jefferson.
Está na área metropolitana de Pittsburgh, que abrange partes de três estados: Nova Iorque, Virgínia e Ohio. O apelido pelo qual é conhecida é "Cidade dos Murais", uma referência aos 25 murais existentes em sua área central. Ali está localizada a Universidade Franciscana, e foi cidade natal de algumas personalidades, como Traci Lords e Dean Martin.

## Demografia
Segundo o censo norte-americano de 2000, a sua população era de 19.015 habitantes.
Em 2006, foi estimada uma população de 19.199, um aumento de 184 (1.0%).

## Geografia
De acordo com o United States Census Bureau tem uma área de
26,7 km², dos quais 26,7 km² cobertos por terra e 0,0 km² cobertos por água.

## Localidades na vizinhança
O diagrama seguinte representa as localidades num raio de 8 km ao redor de Steubenville.